# Powrotnik (mitologia)

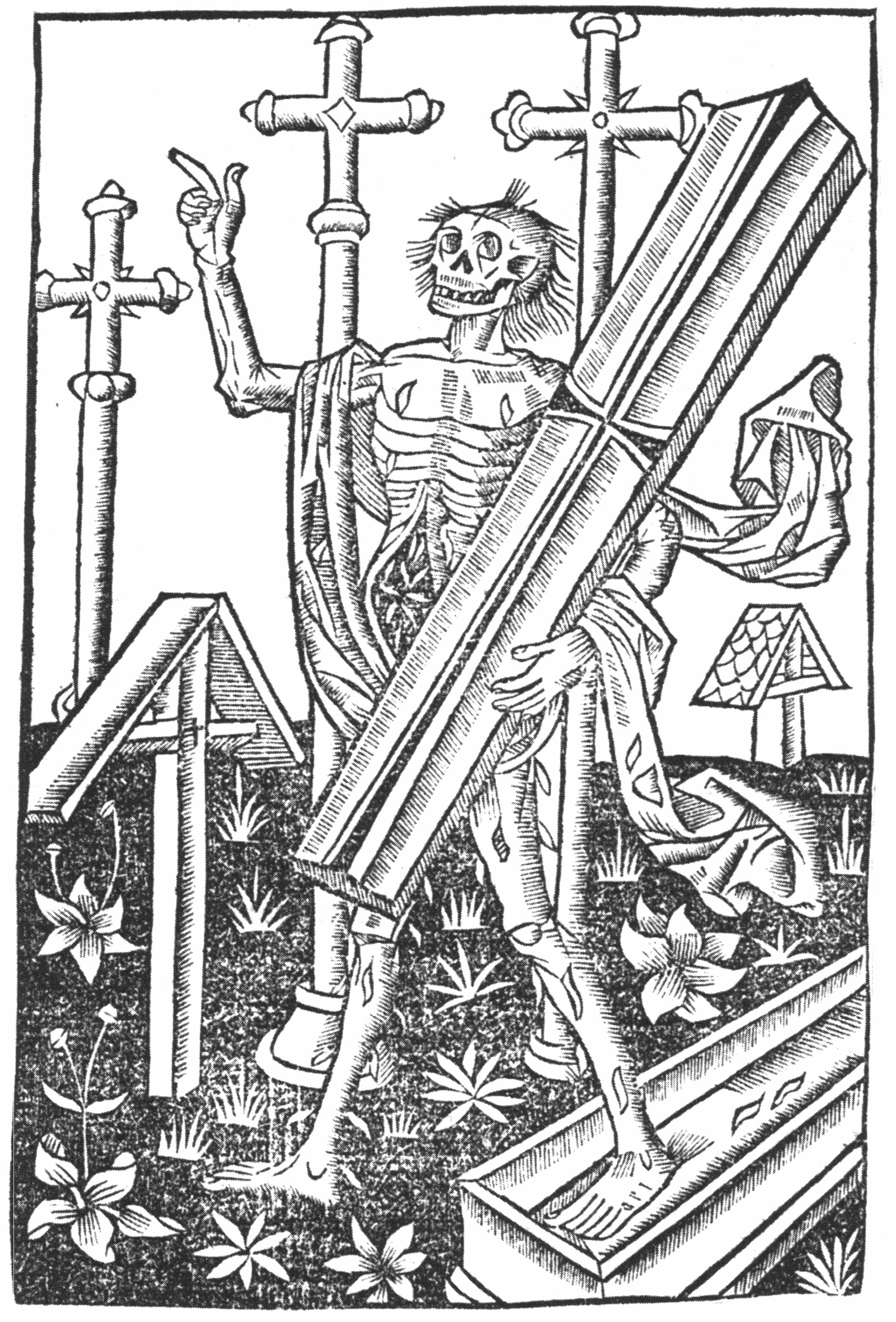
Powrotnik powstający z trumny, kopia z XVI-wiecznego inkunabułu

Powrotnik (niem. Wiedergänger, Nachzehrer) – upiór powracający z zaświatów, niepokojący żywych i stanowiący dla nich niekiedy zagrożenie. Powrotnikami miały stawać się osoby, które zmarły śmiercią nagłą i „niedobrą” (np. samobójcy lub topielcy).
W niektórych regionach podkreślano różnicę między Nachzehrerem i Wiedergängerem. Pierwszy typ miał być szczególnie groźny, natomiast Wiedergänger uchodził za biedną duszę, która pokutowała za swoje winy przychodząc do swoich bliskich, nie czyniąc im krzywdy.

## Udokumentowane przypadki

### Muchobór Wielki, 1516
W Muchoborze Wielkim w 1516 z grobu zmarłego owczarza miało dochodzić „mlaskanie”. Kat odciał zwłokom głowę, którą zostawił przed cmentarzem, co miało powstrzymać odgłosy.

### Lubań, 1553
W 1553 w Lubaniu duchowny sprzeciwił się ścięciu głowy zmarłego podejrzanego o nękanie żywych, tłumacząc, że ten kto otworzy grób w tym celu, „zakpi sobie z Boga” i „stanie się także pachołkiem diabła”.

### Wrocław, 1591–1592
W 1591 szewc ze Starego Miasta we Wrocławiu podciął sobie żyły. Jego żona ukryła ten fakt w celu uniknięcia hańby, utrzymując że mąż padł ofiarą napadu. Dzięki temu pochowała samobójcę w „godny sposób” 22 września 1591. Trzy dni później szewc miał ukazać się pod postacią ducha, chodząc po domach i budząc ludzi leżących w łóżkach. Dusił ich tak, że rano widoczne były na ciele ślady jego palców. Z czasem duch zaczął pojawiać się również za dnia, przewracając stoły i krzesła. Wysiadywał także przed bramą cmentarza i napadał przechodzących ludzi, dusząc i bijąc ich do nieprzytomności. Ukazywał się on z krwawiącą raną na szyi. Rada Miejska nakazała odkopać zwłoki. Gdy dokonano tego 18 kwietnia 1592, ciało miało wyglądać tak samo świeżo jak w dniu pogrzebu. Dzień później pochowano zwłoki szewca powtórnie, tym razem w „niegodnym” miejscu, co jednak nie powstrzymało upiora przed pokazywaniem się. 7 maja 1592 zwłoki ekshumowano, a następnie ucięto im głowę, ręce i nogi oraz rozpruto plecy. Wydobyto przez nie serce, które miało wyglądać nadal świeżo. Ciało zostało spalone, a nazajutrz wszystko zapakowano do worka i wrzucono do rzeki.

### Strzegom, 1594
W 1594 w Strzegomiu spalono zwłoki kilku osób posądzanych o nawiedzanie mieszkańców miasta.

### Bolków, 1602
Mieszkańcy Bolkowa w 1602 skarżyli się na ukazywanie się w ich mieście zjawy. Praska Izba Apelacyjna odnosiła się do skarg sceptycznie, i powołała specjalną komisję w celu wyjaśnienia sytuacji. Urzędnicy przybyli do Bolkowa 11 maja 1602 i już następnej nocy weszli w przekonanie o prawdziwości wnoszonych skarg. Duch miał ukazywać się w sypialni w pełnej postaci mimo palących się lamp, zakłócać ciszę, dusić i szczypać członków komisji. Została o to oskarżona kobieta podejrzewana wcześniej o uprawianie czarów. 16 maja 1602 urzędnicy z Pragi nakazali bolkowskiemu magistratowy, aby podejrzane zwłoki zostały wykopane i spalone.

### Konary koło Środy Śląskiej, 1612
Mieszkańców Konar koło Środy Śląskiej miał straszyć duch zmarłego pastucha. 8 czerwca 1612 jego ciało zostało wykopane. Miało ono wyglądać tak świeżo, jak w dniu pogrzebu. Zwłoki zostały spalone.

### Żeliszów koło Gryfowa Śląskiego, 1614
W 1614 w Żeliszowie koło Gryfowa Śląskiego ekshumowano osoby podejrzane o nawiedzanie żywych, spalono ich ciała, a następnie wypełniono groby kamieniami i przysypano ziemią.

### Bruntál, 1651
Według miejscowej kroniki, w leżącym na Śląsku Opawskim Bruntálu w 1651 podczas nocy miał nawiedzać ludzi duch. Na polecenie władz ciało podejrzewanego o to zmarłego zostało wykopane i pozbawione głowy. Według świadków, po jej odcięciu miała się z niej sączyć świeża krew, co było dowodem na pośmiertną aktywność. Wydarzenia te doprowadziły część mieszkańców do opuszczenia miasta.

### Rudziczka koło Prudnika, nieznana data

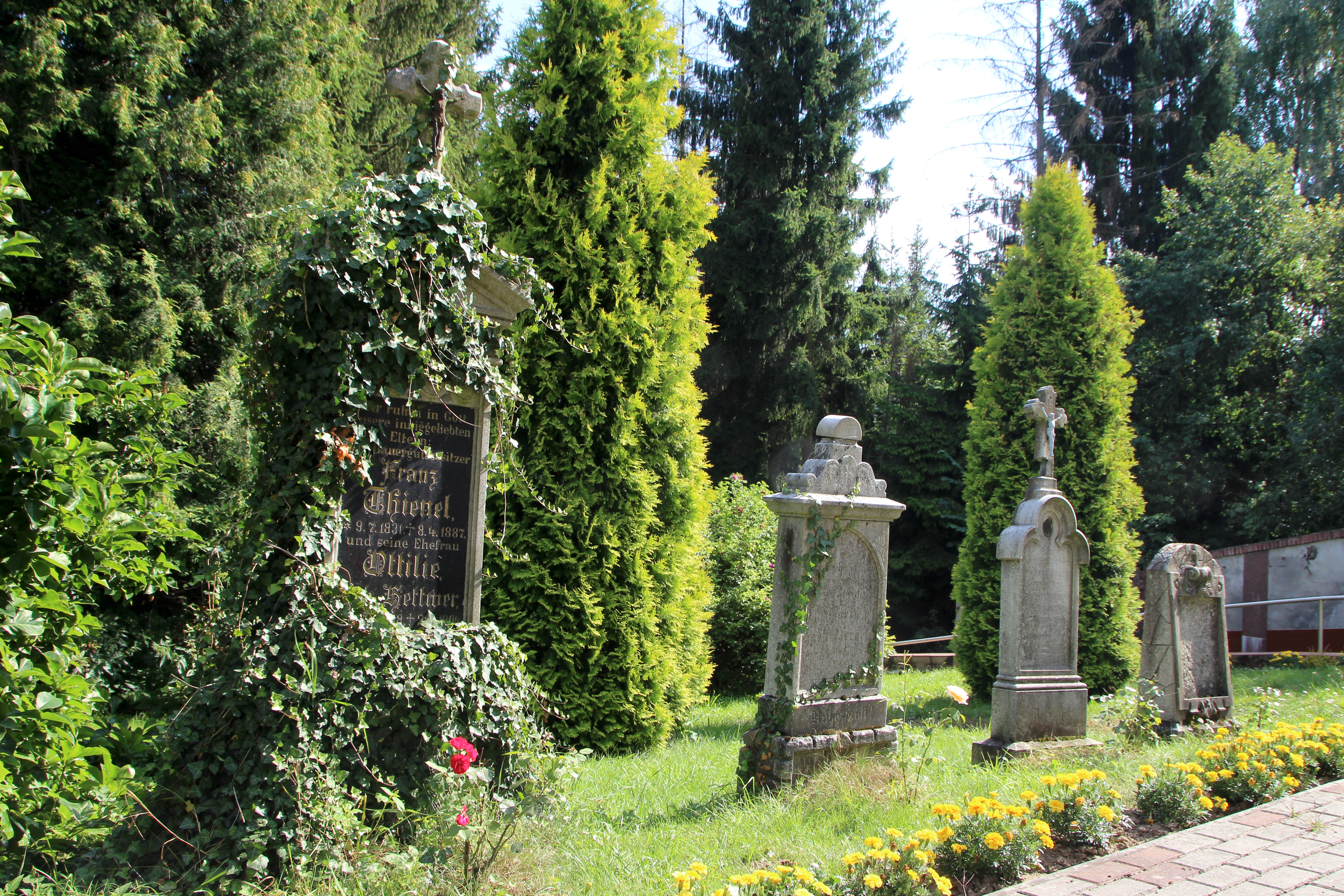
Cmentarz przykościelny w Rudziczce koło Prudnika

W dokumentach sądowych opisana została sprawa powrotnika we wsi Rudziczka koło Prudnika. Jego pojawienie się powiązano ze śmiercią jednego z miejscowych chałupników. Wezwany na miejsce kat wykopał jego ciało na cmentarzu przy kościele i pogrzebał je na skrzyżowaniu dróg (miejsce uważane za właściwe dla spoczynku ciał „niegodnych”). Działanie to nie przyniosło skutku, gdyż upiór wciąż nawiedzał mieszkańców Rudziczki. Kat wrócił i ponownie wykopał ciało z ziemi, po czym je spalił, jednocześnie wyklinając zwłoki. Po spaleniu ciała, duch miał przestać ukazywać się mieszkańcom.

### Rybnica Leśna koło Wałbrzycha, 1709
Sprawie mężczyzny posądzanego o pośmiertną aktywność w Rybnicy Leśnej koło Wałbrzycha towarzyszył proces sądowy. 11 lipca 1709, siedem tygodni po śmierci, grabarze ekshumowali zwłoki, stwierdzając, że z łatwością można było zginać w stawach wszystkie członki zmarłego, i że po nacięciu w niektórych miejscach z ciała popłynęła krew. Zwłoki zostały ponownie złożone w grobie i wystawiono wartę składającą się z ośmiu mężczyzn na cmentarzu i sześciu w domu zmarłego. Grabarz z Pakoszowa po oględzinach ciała stwierdził, że niezbędna będzie interwencja kata. 24 września 1709 sąd zebrał się ponownie, przy stole wystawionym nieopodal cmentarza. Żona zabiegała, by ciało jej męża pozostało w poświęconej ziemi. Sąd zdecydował, że w przypadku, gdy po odcięciu głowy zmarł nadal będzie się ukazywał, kat byłby zobowiązany, już bez kolejnego zbierania się sądu, ponownie wykopać zwłoki i je spalić. Trumnę ze zmarłym przerzucono nad cmentarnym murem, zwłoki przewieziono na plac rakarski, gdzie odrąbano im głowę. Ciało złożono do grobu, a odciętą głowę złożono między nogami. Następnie pogruchotano trumnę, a jej resztki wrzucono na zwłoki, po czym zasypano grób.

### Heřmanice koło Opawy, 1755
W lutym 1755 doszło do egzekucji 20 zmarłych w Heřmanicach koło Opawy z polecenia władz cesarskich. Według mieszkańców miejscowości, za okoliczne zgony odpowiedzialna była zmarła kobieta, wraz z nieokreśloną liczbą pomocników, z którymi wysysała żyjącym krew. Na miejscowym cmentarzu wytypowano 30 podejrzanych grobów, następnie dokonano ich ekshumacji. Odpowiedzialnością obarczono 20 zmarłych – 19 dorosłych i jedno dziecko. Dowodem miała być świeża krew występująca w ciałach. Do wykonania egzekucji ściągnięto wszystkich okolicznych katów i ich pomocników. Zwłoki pozbawiono głów, następnie przebito im serca palami, i na końcu spalono.